# Club Baloncesto Aros
El Club Baloncesto Aros es un club de baloncesto femenino que milita en la Liga Femenina 2 de Baloncesto.

## Historia
Fundado en 1996 en Pola de Gordón, el club se planteó a mediados de la pasada década formar un equipo sénior.
Después de varios inintentos por acceder a la Liga Femenina 2 de Baloncesto, en el verano de 2009, no se ocuparían todas la plazas disponibles para Liga Femenina 2 y el Aros de León sería invitado a participar en la categoría.
Así, en la campaña 2010-11, se abandonaba el planteamiento inicial de la plantilla netamente sub-21 y se apostaba por jugadoras que diesen consistencia al proyecto. Así llegaron tres jugadoras que acababan de abandonar Bembibre, donde destacaba la base Marta Ginés, Laura Bejarano y Alicia Arias en el poste. Completaba la plantilla la alero Sheila Mangada (procedente de Alcobendas) y la renovada Laura Fernández, además de depender de aportaciones como la de la canterana Natalia López.
Ese era el bloque principal de jugadoras con las que el Aros tampoco pasó por grandes dificultades para mantenerse en la categoría. Y así todo, quizás lo más destacado fue el cambio de entrenadora a mitad de temporada, tras la renuncia de Isabel "Moses" Fernández para dedicarse plenamente a la cantera y la llegada de Beatriz Pacheco que venía de cinco años exitosos en el Bembibre y se encontraba sin equipo a nivel profesional.